# Wochenendzauber
Wochenendzauber ist eine deutsche Stummfilmkomödie aus dem Jahre 1927 von Rudolf Walther-Fein mit Harry Liedtke und Lissy Arna in den Hauptrollen.

## Handlung
Heinz Sattorius führt einen außerordentlich lockeren Lebenswandel mit Barbesuchen, Trinkgelagen und jeder Menge Frauen. Sein ebenso gutmütiger wie wohlhabender und nachsichtiger Onkel, der ehemalige Kapitän Jonathan Frensen, ermöglicht dem Neffen diesen Lebensstil in Saus und Braus. Da bei Heinz das Bargeld sehr locker sitzt, hat er dementsprechend viele Freunde, die ihn nach Herzenslust ausnehmen. Eines Tages wird es Onkel Jonathan zu bunt, und er beschließt, von einem auf den anderen Tag Heinz den Geldhahn zuzudrehen. Ebenso schnell, wie die bis dahin ungehindert sprudelnde Geldquelle versiegt ist, sind auch über Nacht alle „Freunde“ von Heinz verschwunden, und der junge Mann muss sich nun Gedanken darüber machen, wie er Geld verdient. Doch weder als Eintänzer noch als Kellner hat er sonderlich Erfolg. Bald ergreift ihn nackte Verzweiflung. 
Eines Tages lernt Heinz am Wannsee die Familie Lehmann kennen, die ein Wochenendausflug hierhin verschlagen hat. Man versteht sich gut, und die Lehmanns laden Heinz zu sich nach Hause ein. Besonders die Tochter des Hauses, Fritzi Lehmann, hat es Heinz angetan. Heinz hat schließlich auch in anderer Hinsicht Glück. In seinem Koffer findet sich eine verloren geglaubte Krawattennadel, die offenbar sehr wertvoll ist. Er verkauft die Preziose und erhält dafür mehrere tausend Mark, mit denen Heinz ein bescheidenes Landhaus mit angeschlossener Geflügelfarm erwirbt. Diese will Heinz zusammen mit Fritzi und deren Bruder Wilhelm zu höchster Blüte bringen. Onkel Jonathan erkennt, dass er alles richtig gemacht hat, denn nun steht Heinz endlich auf eigenen Beinen, kann sich selbst ernähren und hat mit der süßen Fritzi sogar eine anständige Braut gefunden.

## Produktionsnotizen
Wochenendzauber entstand ab dem 15. September bis Anfang Oktober 1927 in Staaken und passierte die Filmzensur am 9. November 1927. Der noch am selben Tag uraufgeführte Film maß eine Länge von 2553 Metern, verteilt auf sieben Akte. Ein Jugendverbot wurde erteilt. 
Botho Höfer und Hans Minzloff erstellten die Filmbauten. Walter Tost übernahm die Aufnahmeleitung.
Der Film enthält prachtvolle Aufnehmen des Thalersees. 